# Ibn Firnas (cràter)
Ibn Firnas és un cràter d'impacte localitzat a prop de l'equador lunar, a la cara oculta de la Lluna, que rep el nom pel precursor de l'aeronàutica andalusí Abbàs Ibn Firnàs. Al seu extrem sud-occidental entra en contacte amb el cràter King. A pocs quilòmetres al nord, separat d'ell per una franja de terreny abrupte, hi ha el cràter Ostwald.

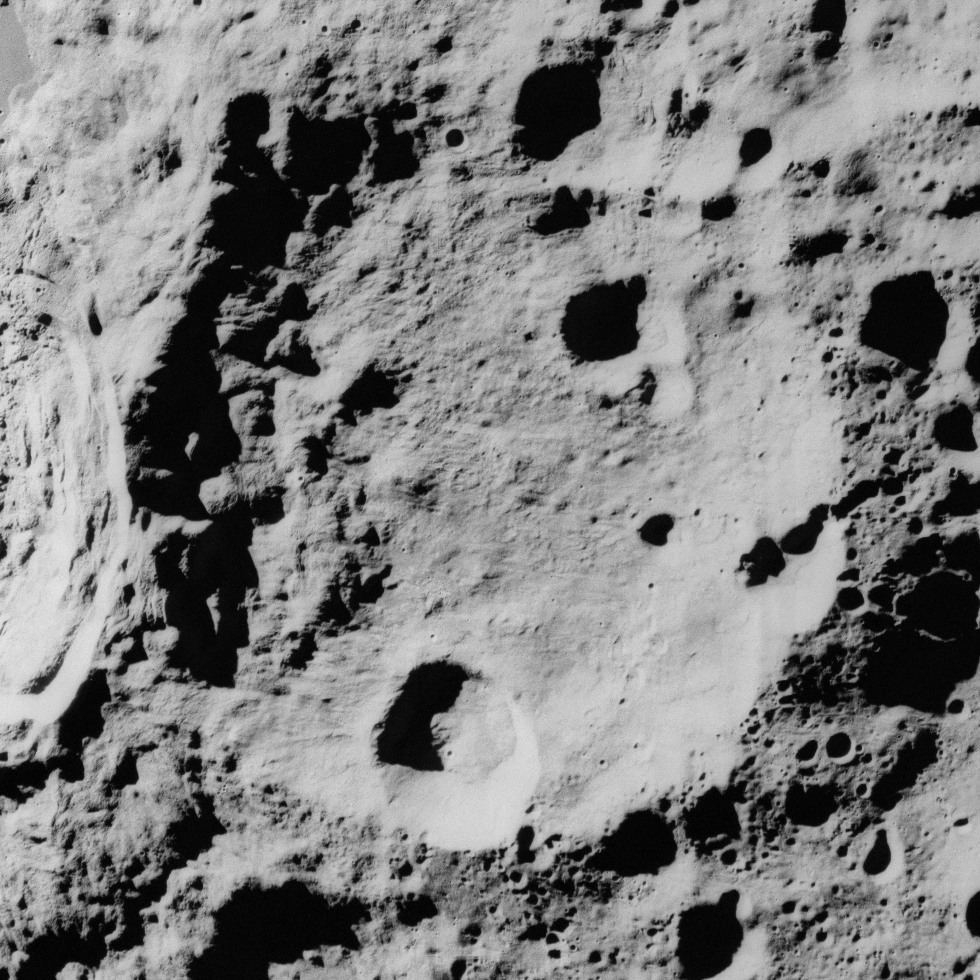
Vista obliqua des de l'Apollo 16 amb el Sol en angle rasant
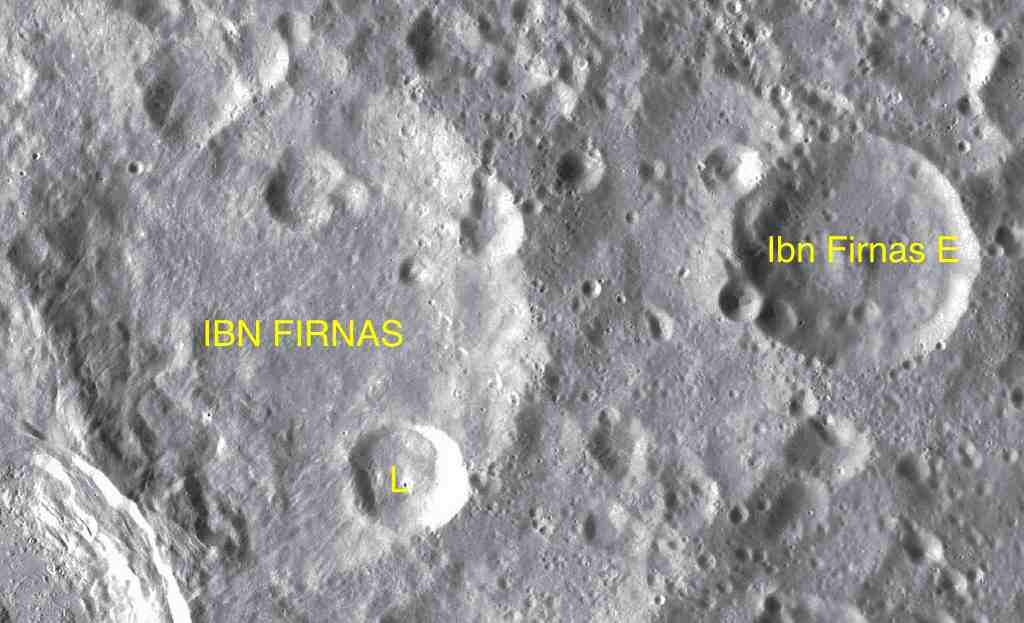
Cràters satèl·lit
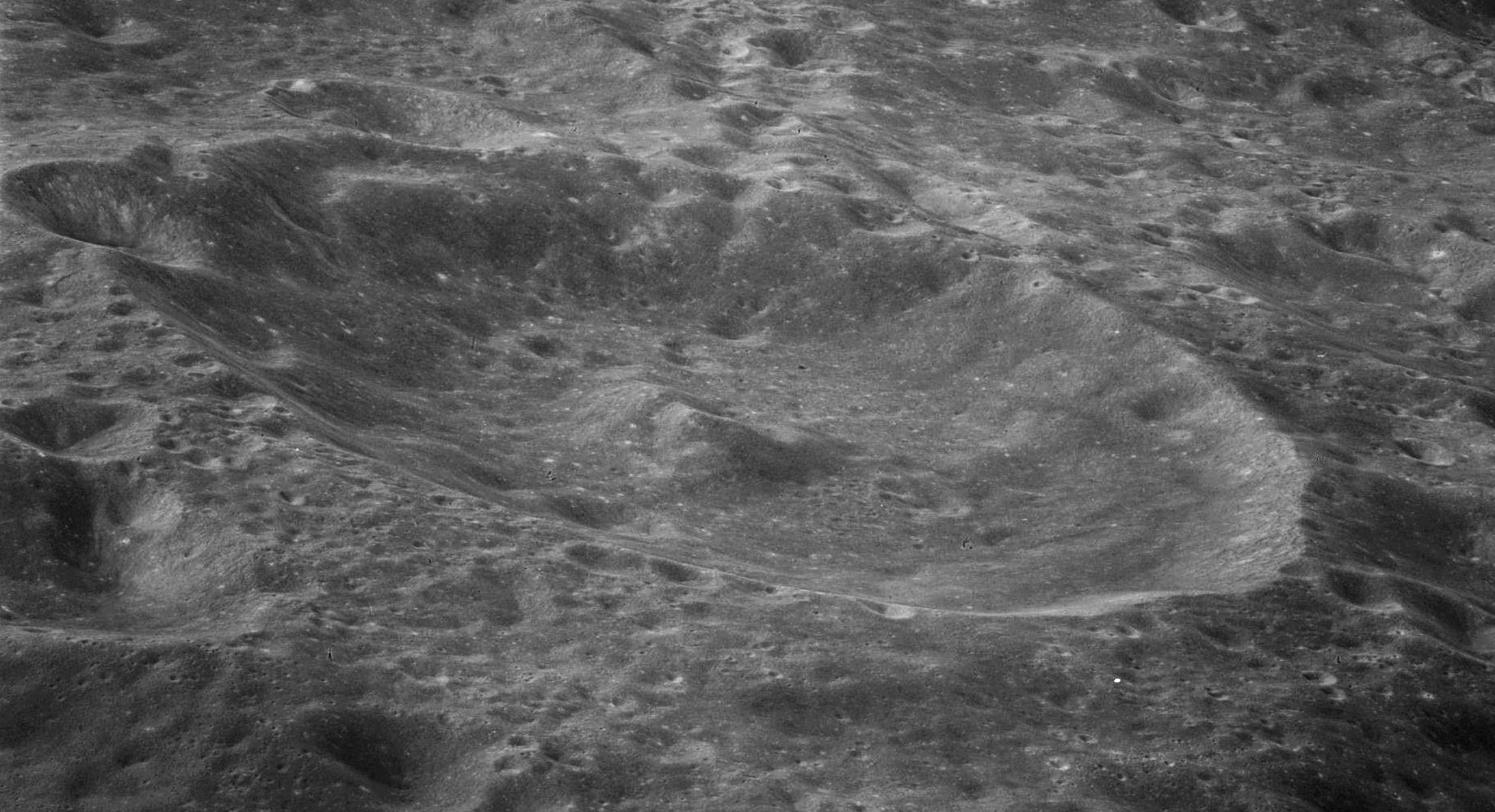
Ibn Firnas E. Fotografia de la missió Apollo 10

És un cràter fortament erosionat amb petits impactes a la vora septentrional i oriental. El cràter-satèl·lit Ibn Firnás L es troba al llarg de la paret interior, cap al sud-est, i cobreix part del fons. Per la seva banda nord, un altre petit cràter satèl·lit anomenat Ibn Firnás I travessa la vora i cobreix una part de la paret interior. El sòl del fons és irregular en la regió nord i sud-oest, on la seva forma ha resultat alterada pels grans cràters propers. Hi ha altres petits cràters per la resta del fons.

## Cràters satèl·lit
Per convenció aquests elements són identificats en els mapes lunars posant la lletra en el costat del punt central del cràter que està més proper a Ibn Firnas.
| Ibn Firnas | Coordenades                          | Diàmetre           |
| ---------- | ------------------------------------ | ------------------ |
| E          | 7° 30′ N, 125° 30′ E / 7.5°N,125.5°E | 42 km              |
| L          | 5° 54′ N, 123° 00′ E / 5.9°N,123.0°E | 21 km              |
| Y          | Reanomenat Melissa                   | Reanomenat Melissa |

## Cràters propers

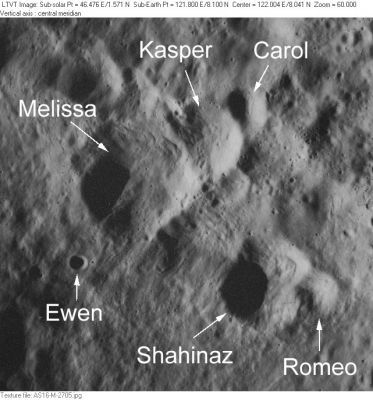
Localització dels cràters petits propers

Diversos dels petits cràters localitzats al terreny abrupte de la vora superior d'aquest cràter han rebut nom per part de la Unió Astronòmica Internacional. Figuren a la taula següent:
| Cràter  | Coordenades                          | Diàmetre | Origen del nom         |
| ------- | ------------------------------------ | -------- | ---------------------- |
| Carol   | 8° 30′ N, 122° 18′ E / 8.5°N,122.3°E | 8 km     | Nom femení en llatí    |
| Ewen    | 7° 42′ N, 121° 24′ E / 7.7°N,121.4°E | 3 km     | Nom masculí en gaèlic  |
| Kasper  | 8° 18′ N, 122° 06′ E / 8.3°N,122.1°E | 12 km    | Nom masculí en polonès |
| Melissa | 8° 06′ N, 121° 48′ E / 8.1°N,121.8°E | 18 km    | Nom femení en grec     |
| Romeo   | 7° 30′ N, 122° 36′ E / 7.5°N,122.6°E | 8 km     | Nom masculí en italià  |
| Shainaz | 7° 30′ N, 122° 24′ E / 7.5°N,122.4°E | 15 km    | Nom femení en turc     |